# التعليم الليبرالي

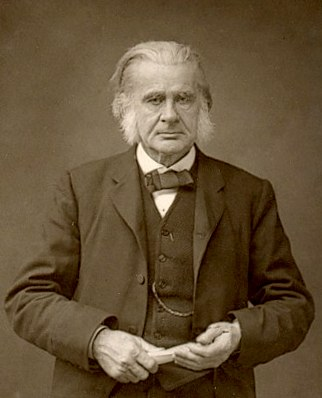

التعليم الحر (الليبرالي) هو نظام أو مسار للتعليم مناسب لزراعة إنسان حر. وهو يستند إلى مفهوم العصور الوسطى للفنون الليبرالية، أو الأكثر شيوعًا الآن، ليبرالية عصر التنوير. تم وصفه بأنه "فلسفة التعليم التي تزود الأفراد بمعرفة واسعة ومهارات قابلة للنقل، وإحساس أقوى بالقيم والأخلاق والمشاركة المدنية... كما أنه يتميز بمواجهات صعبة مع القضايا المهمة، وأنه طريقة للدراسة أكثر من كونه منهج محدد أو مجال دراسة من قِبَل رابطة الكليات والجامعات الأمريكية. وعادة ما يكون عالميًا وتعدديًا في نطاقه، ويمكن أن يشمل منهجاً تعليميًا عامًا يوفر التعرُّف إلى حد كبير على التخصصات المتعددة واستراتيجيات التعلم بالإضافة إلى الدراسة المتعمقة في مجال أكاديمي واحد على الأقل.
تم الدفاع عن التعليم الليبرالي في القرن التاسع عشر من قِبل مفكرين مثل جون هنري نيومان وتوماس هكسلي وف. د موريس. كما عرّف السير ويلفريد غريفين إيدي التعليم الليبرالي بوصفه تعليم في حد ذاته وإثراء شخصي، مع تدريس القيم.
غالباً ما يعزى تراجع التعليم الليبرالي إلى التعبئة خلال الحرب العالمية الثانية. كما أن التميز والاهتمام الموجه للرياضيات والعلوم والتدريب الفني تسبب في التحول بعيدًا عن المفهوم الليبرالي لدراسات التعليم العالي. ومع ذلك، أصبح محوريًا في الكثير من التعليم الجامعي في الولايات المتحدة في منتصف القرن العشرين، حيث أصبح واضحًا في الحركة من أجل «التعليم العام».

## التعريف
الجمعية الأمريكية لتقدم العلوم تصف التعليم الليبرالي على النحو التالي: «من الناحية المثالية، ينتج التعليم الليبرالي أشخاصًا منفتحين ومتحررين من العقلية المحلية الجامدة، والعقيدة، معتقدات الموجودة مسبقًا، والأيديولوجية؛ واعين بآرائهم وأحكامهم؛ وتعكس أفعالهم، وعلى دراية بمكانهم في العالمين الاجتماعي والطبيعي».  المتعلمين الليبراليين يشككون في تقاليدهم؛ إنهم مدربون على التفكير لأنفسهم بدلاً من الامتثال بالسلطات الأعلى. 
يجمع التعليم الليبرالي بين التعليم في الأدب الكلاسيكي والأدب الإنجليزي والعلوم الإنسانية والفضائل الأخلاقية.  لا ينبغي الخلط بين مصطلح التعليم الليبرالي بالمعنى الحديث وبين تعليم الفنون الليبرالية؛ فالأخير يتناول المواد الأكاديمية، في حين يتعامل الأول مع المواد الإيديولوجية. وفي الواقع، لا يشمل تعليم الفنون الليبرالية بالضرورة تعليمًا ليبراليًا، وقد يكون برنامج الفنون الليبرالية متخصصًا بقدر ما هو برنامج مهني.  لأغراض عملية، لا يتم تمييز التعليم الليبرالي فعليًا عن تعليم الفنون الليبرالية حاليًا، باستثناء العلماء.
على عكس التعليم الفني والمهني الذي يعد الطلاب لحياتهم المهنية، فإن التعليم الليبرالي يعد الطلاب للاستفادة من وقت فراغهم. مثل هذا التعليم يساعد الفرد على التنقل بين الصراعات الداخلية والخارجية في الحياة. على سبيل المثال، يهدف التعليم الليبرالي إلى مساعدة الطلاب على أن يكونوا واعين بأنفسهم ويدركون تصرفاتهم ودوافعهم. ومن خلاله يصبح الأفراد أيضًا أكثر مراعاة للمعتقدات والثقافات الأخرى. وفقًا لجيمس إنجل، مؤلف كتاب «قيمة تعليم الفنون الليبرالية»، فإن «التعليم الليبرالي يوفر إطارًا للمواطن المثقف والمراعي للآخرين». 

## من منظور تاريخي
قد تكون تعريفات التعليم الليبرالي واسعة ومعممة وأحيانًا متناقضة.  «إنها في آن واحد التقاليد الأكاديمية الأكثر ديمومةً وتغييرًا.»  يشير أكسلرود وأنيسيف ولين إلى أن مفاهيم التعليم الليبرالي متجذرة في أساليب التدريس في اليونان القديمة،  فكان مجتمع يبيح تملك العبيد مقسمًا بين العبيد والأحرار. ويتلقى الأحرار، الذين يهتمون في الغالب بحقوقهم والتزاماتهم كمواطنين، تعليمًا غير متخصص وغير مهني ولكن فني ليبرالي أنتج مواطنين مصقولي المعارف يدركون مكانهم في المجتمع. في الوقت نفسه، أكد سقراط على أهمية الفردية، موضحًا لطلابه واجب الرجل في تكوين آرائه الخاصة من خلال العقل بدلاً من تلقين نفسه. قدم التعليم الأثيني أيضًا توازنًا بين تطوير العقل والجسم. وثمة احتمال آخر هو أن التعليم الليبرالي يعود إلى عهد أسرة تشو، حيث ركزت تعاليم الكونفوشيوسية على اللباقة والأخلاق والنظام الاجتماعي. يقترح هويرنر أيضًا أن يسوع كان مربيًا ليبراليًا، حيث «كان يتحدث عن رجل حر قادر على التفكير لنفسه وعن كونه مواطنًا مسؤولًا»، لكن التعليم الليبرالي لا يزال يُرجع عادةً إلى الإغريق. 
في حين أن التعليم الليبرالي تم التضييق عليه خلال بربرية العصور الوسطى المبكرة، إلا أنه ارتفع إلى مكانة بارزة مرة أخرى في القرنين الحادي عشر والثاني عشر، خاصة مع عودة ظهور الفلسفة الأرسطية. كما شهد القرنان الثالث عشر والرابع عشر ثورة ضد الروحانية الضيقة وبدأ المعلمون في التركيز على الإنسان، وليس على الله. هذا النهج الإنساني فضل العقل والطبيعة والجماليات. 
عادت دراسة الكلاسيكيات والعلوم الإنسانية ببطء في القرن الرابع عشر، مما أدى إلى زيادة دراسة كل من اليونانية القديمة واللاتينية. في القرنين الخامس عشر والسادس عشر، ركز التعليم الليبرالي في الغالب على الكلاسيكيات. إلا أن عامة الناس لم يكونوا حريصين للغاية على دراسة الكلاسيكيات، لذا فهم بدلًا من ذلك كانوا يستخدمون اللغات المحلية والأدب وكذلك العلوم. حتى القرن العشرين تقريبًا، بقيت التأثيرات الإنسانية والكلاسيكية على حد سواء في التعليم الليبرالي، كما احتضن مؤيدو التعليم التقدمي الفلسفة الإنسانية. استمرت دراسة الكلاسيكيات في شكل برنامج «الكتب العظيمة».  جلب روبرت ماينارد هتشينز هذا البرنامج إلى جامعة شيكاغو. وبعد استقالة هاتشينز، تخلصت الجامعة من هذا البرنامج، ولكن لا تزال هناك نسخة معدلة في كلية شيمر.
في حين أن التعليم الليبرالي هو في الأصل حركة غربية، إلا أنه كان مؤثرًا في مناطق أخرى أيضًا. على سبيل المثال، في اليابان خلال الليبرالية العامة في عهد الإمبراطور تايشو، كانت هناك حركة تعليمية ليبرالية شهدت إنشاء عدد من المدارس على أساس التعليم الليبرالي في فترة العشرينات من القرن العشرين - انظر 大 正 自由 教育 運動 .

## علاقة التعليم الليبرالي مع التعليم المهني
غالبًا ما كان التعليم الليبرالي والتعليم المهني متباينين. انتقلت الجامعات الألمانية نحو مزيد من التدريس المهني في القرن التاسع عشر، وعلى عكس الطلاب الأمريكيين، الذين ما زالوا يتابعون تعليمًا ليبراليًا، بدأ الطلاب في أماكن أخرى في تلقي مناهج مهنية في السنة الأولى أو الثانية من الدراسة.  في أوائل القرن العشرين، لا تزال كليات الفنون الليبرالية الأمريكية تطلب من الطلاب متابعة منهج مشترك، في حين سمحت الجامعات الحكومية للطالب بالانتقال إلى مزيد من المقررات العملية بعد أخذ دورات التعليم العام لأول سنتين من الدراسة. نظرًا لتزايد التركيز على المعرفة المتخصصة في منتصف القرن، بدأت الكليات في تعديل نسبة دورات التعليم العام المطلوبة إلى تلك المطلوبة لتخصص معين. 